# Canal des Pangalanes
Het Canal des Pangalanes (Malagassisch: Lakandrano Mpangalana) is een kanaal in het oosten van Madagaskar, tussen Farafangana en Mahavelona (bij Foulpointe, ten noorden van Toamasina). Het kanaal ligt parallel aan de kust en vormt een stelsel van meren, lagunes en rivieren die door middel van gegraven vaargeulen met elkaar verbonden zijn. De lengte van het kanaal bedraagt ongeveer 654 kilometer (volgens andere bronnen 665 kilometer), waarmee het een van de langste kanalen ter wereld is. Het kanaal wordt van de zee gescheiden door smalle duinstroken en bosranden. 
Het vormt een belangrijke verbinding in dit gebied, daar de Indische Oceaan aan de andere zijde te ruw is voor kleine transportschepen en er veel haaien voor de kust leven. Ook wordt het kanaal gebruikt om te vissen. Het kanaal vormt een brak waterecosysteem, waar veel bijzondere plant- en diersoorten voorkomen. 

## Geschiedenis
Het kanaal werd aangelegd tussen 1896 en 1904 onder leiding van de Franse koloniale generaal Joseph Gallieni om het vervoer van producten zoals groenten en fruit (zoals bananen, cashewnoten en lychees), vis, hout, sisal, raphia en kruiden (kruidnagel, peper, en vanille) vanuit het zuidoosten naar Toamasina (Tamatave) te bevorderen en de Franse militaire kracht en koloniale bestuur op het gebied te versterken. De aanleg van een nieuwe zeehaven was daarvoor uitgesloten vanwege de ruwheid van de Indische Oceaan.
Voor de aanleg werden door Gallieni naast lokale Betsimisaraka-dwangarbeiders ook ongeveer 4.000 koelies uit de regio rond Kanton in China gecontracteerd omdat zij de reputatie hadden goed te kunnen tegen het zware werk. De aanwezige steekmuggen, nijlkrokodillen (crocodylus niloticus madagascariensis) en andere dieren zorgden in combinatie met de door de Franse contracteurs opgelegde brute werkomstandigheden echter voor een slachting onder de Chinese arbeiders en lokale bevolking. Langs het kanaal bevinden zich dan ook meerdere Chinese begraafplaatsen. Reeds tijdens de aanleg van het kanaal verzochten vele koelies om terug te mogen keren naar China. In 1904 waren er nog maar 500 koelies in Madagaskar. Nazaten van de Chinese arbeiders vestigden zich als handelaren in het gebied, al zijn de meeste Chinezen die er nu wonen pas later naar het gebied gemigreerd. In 1901, drie jaar voor de voltooiing, werd het kanaal al officieel opengesteld voor het scheepvaartverkeer.
Het vrachtvervoer ging door totdat de Fransen vertrokken in 1960. In de jaren 1980 werd het kanaal opnieuw uitgegraven.

## Etymologie
De naam Panangalanes is een Franse verbastering van het Malagassische 'ampangalana', wat 'plaats van verlading' betekent. De naam verwijst naar de zandbanken die de meren, rivieren en lagunes vroeger scheidden en waar de lading van de schepen vroeger moest worden uit- en weer ingeladen om vervolgens weer verder te kunnen varen.

## Geografie
De belangrijkste rivieren die door het kanaal stromen zijn de Faraony, Ivondro, Manampatrana, Mananjary, Mangoro, Masora, Matitanana, Rianila en Sakanila. De belangrijkste plaatsen aan het kanaal zijn van noord naar zuid Mahavelona, Toamasina (Tamatave), Andevoranto, Vatomandry, Maintinandry, Mahanoro, Ambodiharina, Masomeloka, Nosy Varika, Mananjary, Manakara, Ankarimbary en Farafangana.
Van het kanaal is ongeveer 430 kilometer bevaarbaar tussen de havenstad Toamasina en Mananjary. Voor het scheepvaartvervoer wordt het echter nog maar weinig gebruikt. Dagelijks varen er slechts enkele grote gemotoriseerde prauwen met vracht over het kanaal. Delen van het kanaal ten noorden van Toamasina, tussen Vatomandry en Mahanoro en ten zuiden van Mananjary zijn enkel bevaarbaar per prauw (pirogue) doordat ze zijn overwoekerd met waterhyacint en waterlelie.
Het kanaal is populair bij toeristen vanwege de omringende natuur en lokale dorpjes van de Betsimisaraka. 

## Natuur
Langs het water groeien onder andere Eucalyptus, Pandanus, Raphia, reizigersboom en Typhonodorum lindleyanum (Malagassisch: viha).  Verschillende delen van het kanaal worden gebruikt door lokale vissers om er vissen te vangen in fuiken. De krokodillen die vroeger veel voorkwamen in het kanaal, zijn vanwege hun gevaar tegenwoordig grotendeels uitgeroeid door de lokale bevolking. Nabij Toamasina is het water echter ernstig vervuild door de lokale olieraffinaderij.

## Trivia
- Het kanaal wordt door de lokale bevolking gezien als heilig en mag daarom niet als openbaar toilet worden gebruikt. Om die reden mogen boten die over het kanaal varen geen toilet aan boord hebben.
- Het is fady (taboe) om rode kleding te dragen als men het Canal des Pangalanes bevaart.

## Fotogalerij

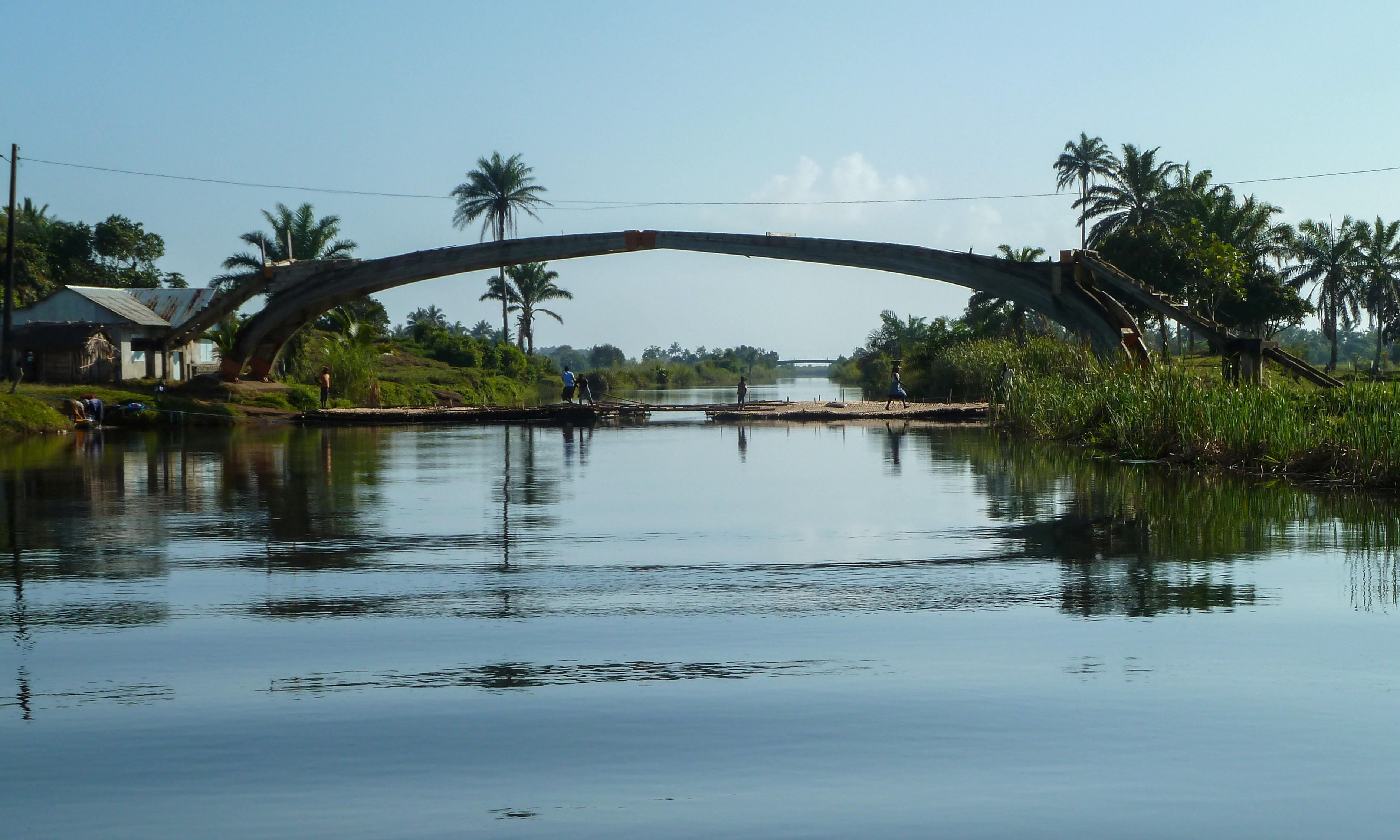
Door een cycloon verwoeste brug bij Mananjary. Eronder is een provisorische bamboebrug aangelegd, die tegen betaling wordt geopend voor schepen.
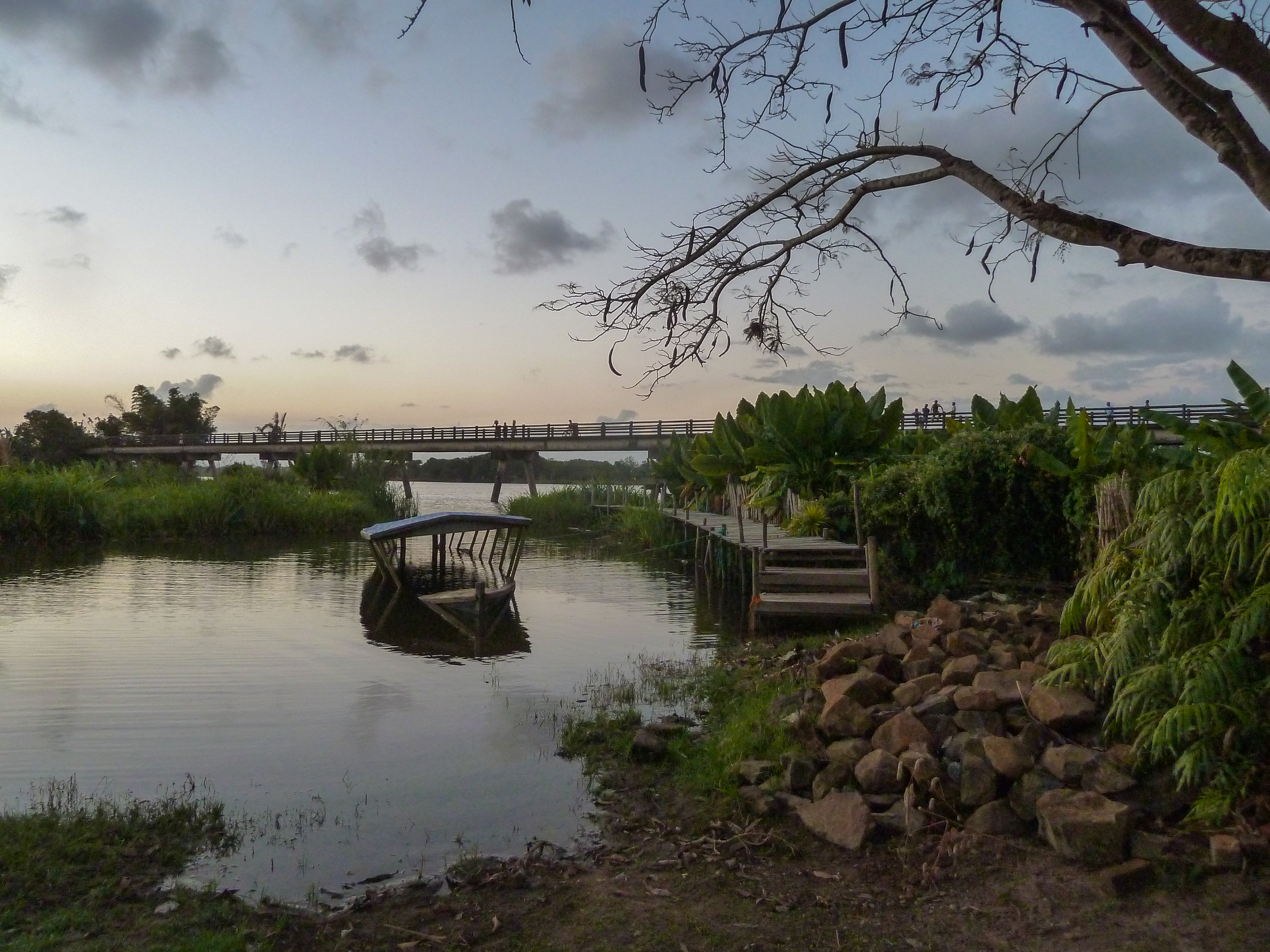
Gezonken boot bij Nosy Varika met op de achtergrond een brug over het kanaal
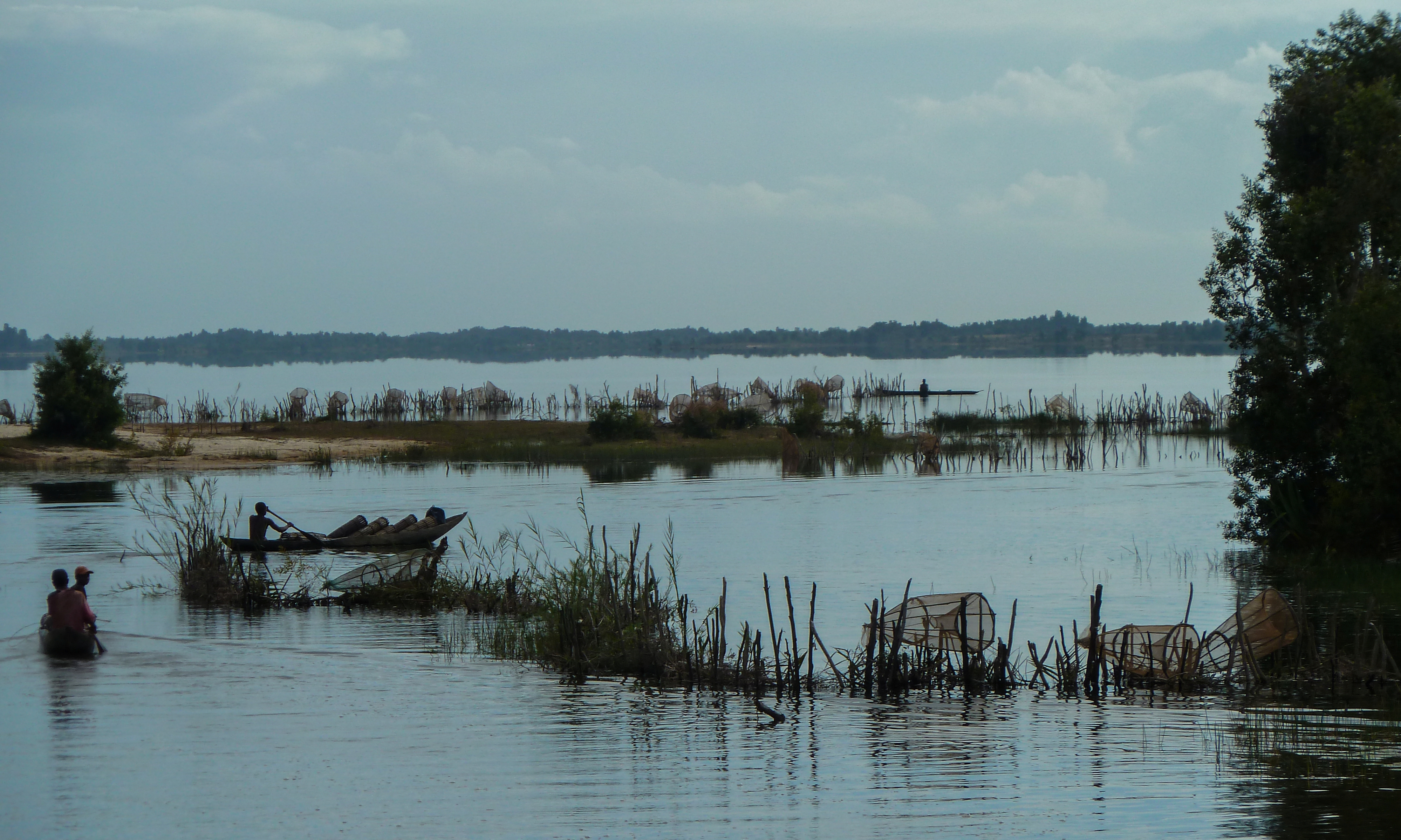
Vissers in prauwen (pirogues) varen langs fuiken aan de zuidrand van het Alanampotsymeer
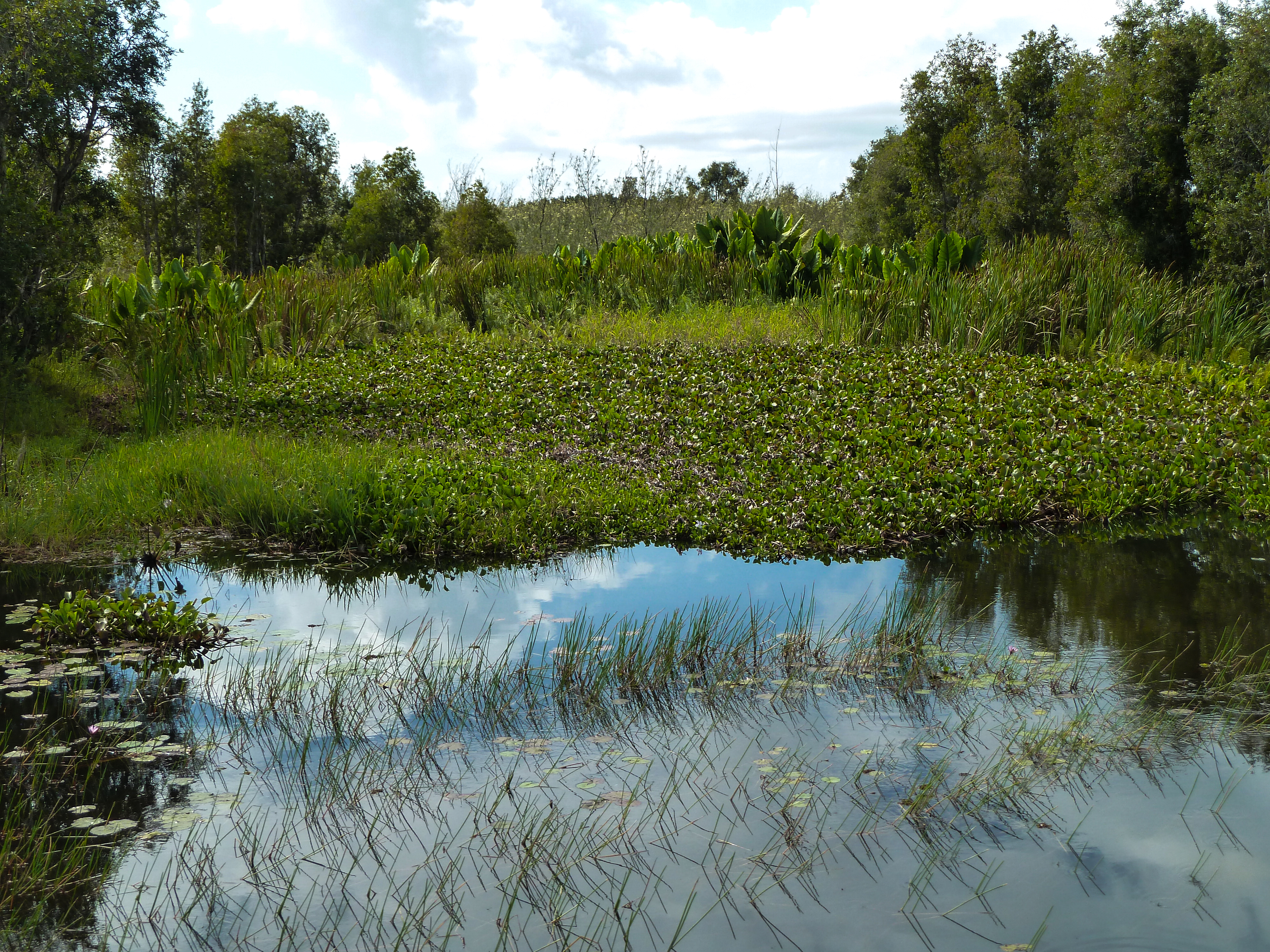
Een deken van waterhyacinten maakt het kanaal moeilijk bevaarbaar
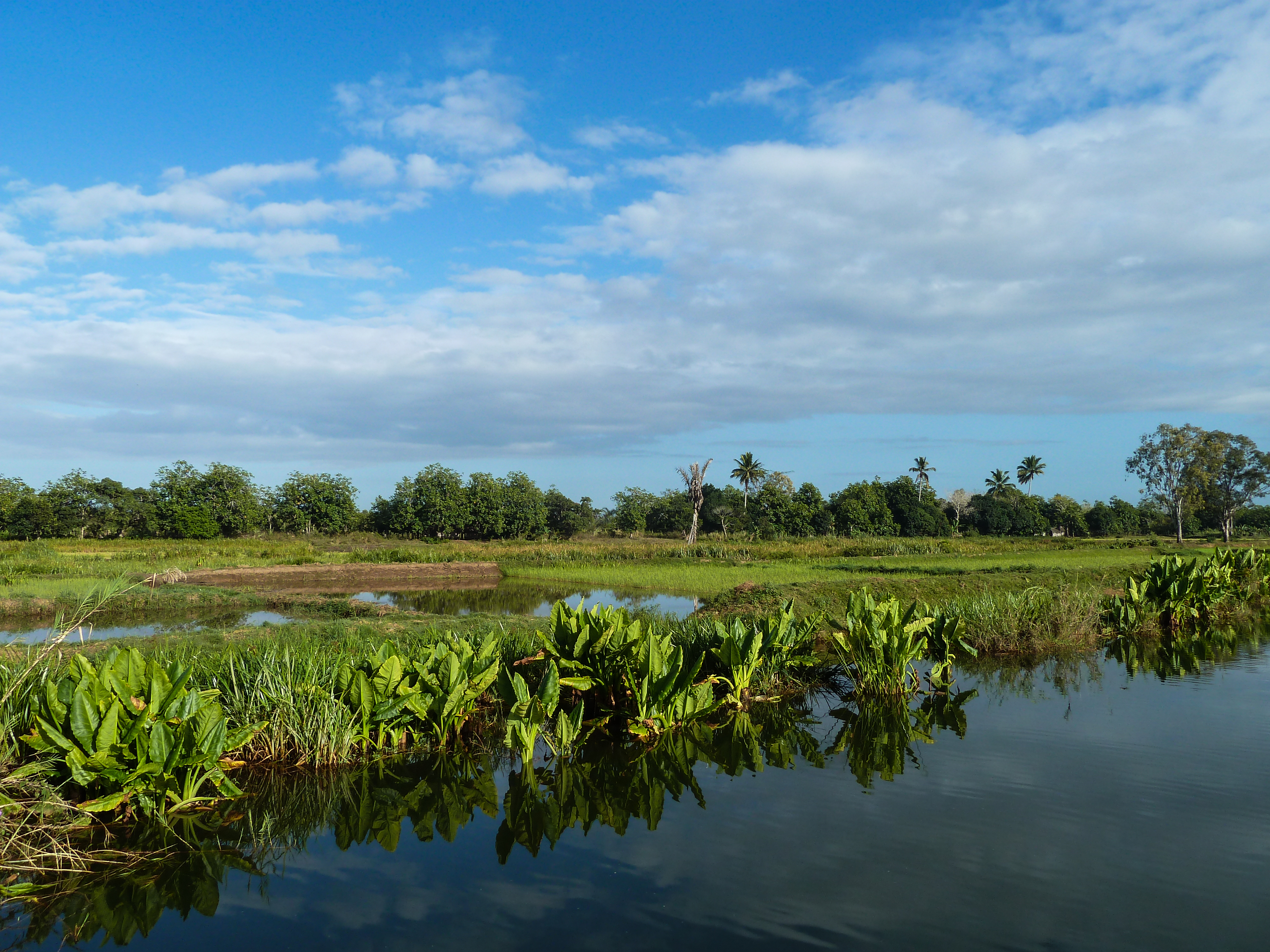
Viha (Typhonodorum lindleyanum) langs de oever
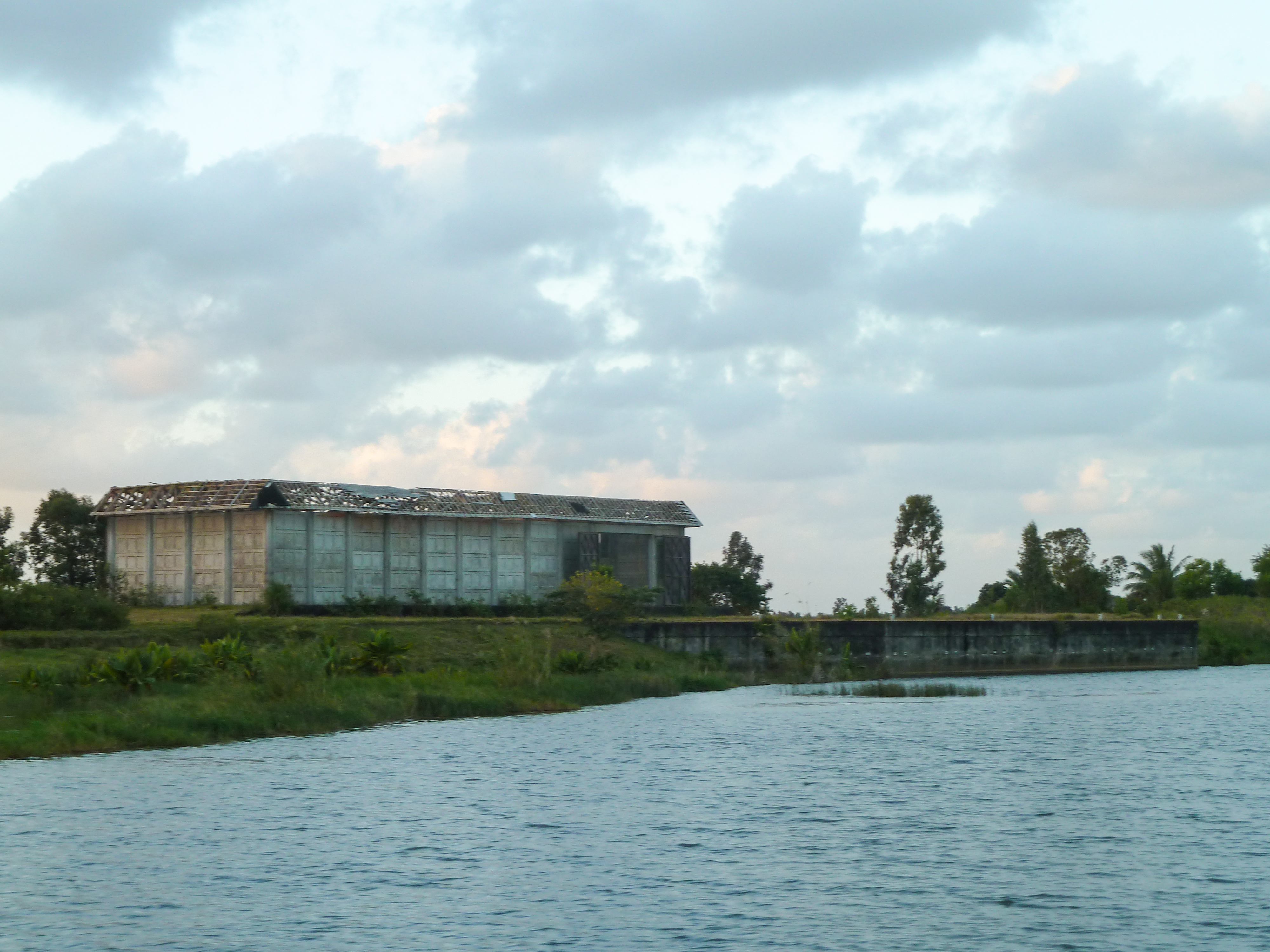
Palingrokerij langs het kanaal